# يوراجارفي
يوراجارفي هي عبارة عن واحدة من البحيرات التي تعتبر متوسطة الحجم وتقع يوراجارفي في منطقة تجمعات المياه الرئيسية كيميجوكي. وهي تقع في منطقة كايمنلاكسوفي في دولة فنلندا.